# Svenja Müller
Svenja Müller (Dortmund, 13 februari 2001) is een Duits beachvolleyballer. Ze won in 2022 met Cinja Tillmann een bronzen medaille bij de wereldkampioenschappen.

## Carrière
Müller werd in 2016 met Hanna Viemann vierde bij de Europese kampioenschappen onder 18 in Brno. Twee jaar later werd ze met Lea Sophie Kunst Europees kampioen in die leeftijdsklasse en Sarah Schulz mee aan de EK onder 20 in Anapa. Met Schulz werd ze in 2019 vierde bij de wereldkampioenschappen onder 21 in Udon Thani en met Kunst negende bij de EK onder 20 in Göteborg. Daarnaast speelde ze drie wedstrijden in de Techniker Beach Tour. Het jaar daarop werd ze negende bij de EK onder 20 met Anna-Lena Grüne en vijfde bij de EK onder 22 in İzmir met Schulz. In 2021 eindigde ze met Grüne als vijfde bij de EK onder 22 in Baden en nam ze deel aan de WK onder 21 in Phuket. Daarnaast debuteerde Müller in de FIVB World Tour. Ze speelde vier wedstrijden in de mondiale competitie en behaalde daarbij twee derde plaatsen: met Sarah Schneider in Rubavu en met Cinja Tillmann in Brno. Het seizoen daarop vormde ze een vast team met Tillmann. Ze boekten in de Beach Pro Tour – de opvolger van de World Tour – een overwinning (Ostrava) en behaalden twee vijfde plaatsen (Doha en Kuşadası). Bij de wereldkampioenschappen in Rome wonnen ze bovendien de bronzen medaille, nadat het Zwitserse duo Joana Heidrich en Anouk Vergé-Dépré de troostfinale moest staken vanwege een blessure.

## Palmares
Kampioenschappen
- 2018:  EK U18
- 2022:  WK

FIVB World Tour
- 2021:  2* Rubavu
- 2021:  2* Brno
- 2022:  Elite 16 Ostrava